# Coleophora gardesanella
Coleophora gardesanella is een vlinder uit de familie kokermotten (Coleophoridae). De wetenschappelijke naam is voor het eerst geldig gepubliceerd in 1954 door Toll.
De soort komt voor in Europa.